# Magnus Friedrich von Horn
Magnus Friedrich von Horn (* 10. April 1640 in Ranzin; † 9. August 1712 in Geldern) war ein königlich preußischer Generalleutnant und Gouverneur von Geldern.

## Leben
Er entstammte der pommerschen Adelsfamilie von Horn. Seine Eltern waren Balzer von Horn († 1696), der Erbherr von Ranzin und Oldenburg, und dessen Frau Sophia von Raden.
Von Horn trat 1655 in holländische Dienste, wurde aber 1672 zum Hauptmann der Kurbrandenburger Armee. Mit diesem Regiment kämpfte er im Holländischen Krieg in Holland und im Elsass sowie nach dem Einfall der Schweden in der Schlacht bei Fehrbellin und den Belagerungen von Stettin und Stralsund. Am 14. November 1678 wurde er zum Oberstwachtmeister befördert, am 6. September 1688 zum Oberstleutnant. Magnus Friedrich von Horn wurde am 8. Dezember 1688 Kommandant der Festung Minden und Kommandeur des Regiments Nr. 8 unter von Ziehten.
1689 wurde das Bataillon aufgeteilt. Von Horn bekam ein Regiment, das zweite Regiment erhielt Fürst Anton Günther von Anhalt-Zerbst. Am 30. Juni 1690 zum Oberst befördert, kämpfte er gleich danach in der Schlacht bei Fleurus (1690), der Besetzung von Ath sowie 1692 bei der Belagerung von Namur. 1695 wurde er bei einem Ausfall schwer am Bein verletzt.
Weitere Beförderungen zum Brigadier am 16. Juni 1696, zum Generalmajor am 10. Februar 1700 und zum Generalwachtmeister der Infanterie am 2. Oktober 1700 folgten. Im März 1702 agierte von Horn in den preußischen Truppen unter General Johann Siegmund von Heyden in Holland, wo er eine eigene Freikompanie befehligte. Er kämpfte bei der Belagerung von Kaiserswerth (1702), der Einnahme von Trier, Saarburg und Trarbach.
Am 8. Juli 1705 wurde er zum Gouverneur von Geldern und am 3. Januar 1706 zum Generalleutnant ernannt. 

## Familie
Seine erste Frau war eine Johanna Maria von Falck(e). Danach heiratete er Anna Katharina von Stosch, mit der er auch mehrere Kinder hatte:
- Friedrich Magnus (* 1704; † 2. September 1774), Generalmajor ⚭  Katharina Sophia von Thiele
- Johann Friedrich, Hauptmann
- Johanna Elisabeth (* 8. März 1683; † 4. September 1730) ⚭  Joachim Heinrich von Schwerin (* 1688; † 1724), schwedischer Generalmajor (Eltern des preußischen Generalmajors Carl Magnus von Schwerin)